# Trại Họp bạn Hướng đạo Thế giới lần thứ 5
Trại Họp bạn Hướng đạo Thế giới lần thứ 5 (5th World Scout Jamboree) là Trại Họp bạn Hướng đạo Thế giới mà Baden-Powell 81 tuổi đọc diễn văn chia tay Hướng đạo.

## Chi tiết tổ chức
Trại Họp bạn tại Vogelenzang, Bloemendaal ở Hà Lan được khai mạc vào ngày 31 tháng 7 năm 1937 bởi Nữ hoàng Wilhelmina của Hà Lan, cùng với 28.750 Hướng đạo sinh từ 54 quốc gia tham dự. Trại được xem là trại họp bạn sạch sẽ nhất cho đến thời điểm đó vì được cung cấp với 650 vòi nước dùng và 129 vòi nước tắm.

Huy hiệu cho Tiểu trại 1

Trại gồm có 12 tiểu trại, mỗi tiểu trại có màu huy hiệu riêng, tức là,  tiểu trại 1: vàng, tiểu trại 2: xanh lá cây, tiểu trại 3: đỏ, tiểu trại 4: xanh dương nhạt, tiểu trại 5: xanh dương đậm, tiểu trại 6: đỏ/trắng, tiểu trại 7: xanh dương/trắng, tiểu trại 8: vàng/xanh lá cây, tiểu trại 9: cam, tiểu trại Woestduin: xanh lá cây/trắng, trại nước: cam/trắng.

## Nữ Hướng đạo và Ấu sinh Hướng đạo
Mặc dù nữ không tham dự vào trại họp bạn (không có nữ cho đến Trại Họp bạn Hướng đạo Thế giới lần thứ 16 ở Úc), họ được phép đến chào Olave Baden-Powell, Nữ trưởng của họ. Cũng có một ngày Ấu sinh Hướng đạo đặc biệt được tổ chức trong kỳ trại họp bạn này.

## Bế mạc và chia tay
Lúc bế mạc sự kiện này vào ngày 9 tháng 8 năm 1937, Baden-Powell chỉ vào biểu tượng của trại họp bạn lần này: Gậy Jacob. Với 10 nhánh của nó, nó biểu trưng cho 10 điều luật trong Luật Hướng đạo. Và ông đọc lời chia tay.
Tôi gần đến cuối cuộc đời. Đa số các bạn thì mới bắt đầu, và tôi muốn cuộc sống của các bạn được hạnh phúc và thành công. Các bạn có thể làm được bằng cách thực hiện Luật Hướng đạo mỗi ngày, bất cứ địa vị gì và bất cứ ở nơi đâu. Bây giờ xin tạm biệt. Thượng đế ban phước lành cho các bạn. goodbye. Thượng đế ban phước lành cho các bạn.